# Monastero degli Olivetani (Lecce)
Il monastero degli Olivetani è un complesso monastico della città di Lecce. La sua fondazione risale alla fine del XII secolo per volontà di Tancredi d'Altavilla. Attualmente è sede del Dipartimento degli Studi storici dell'Università del Salento.

## Storia

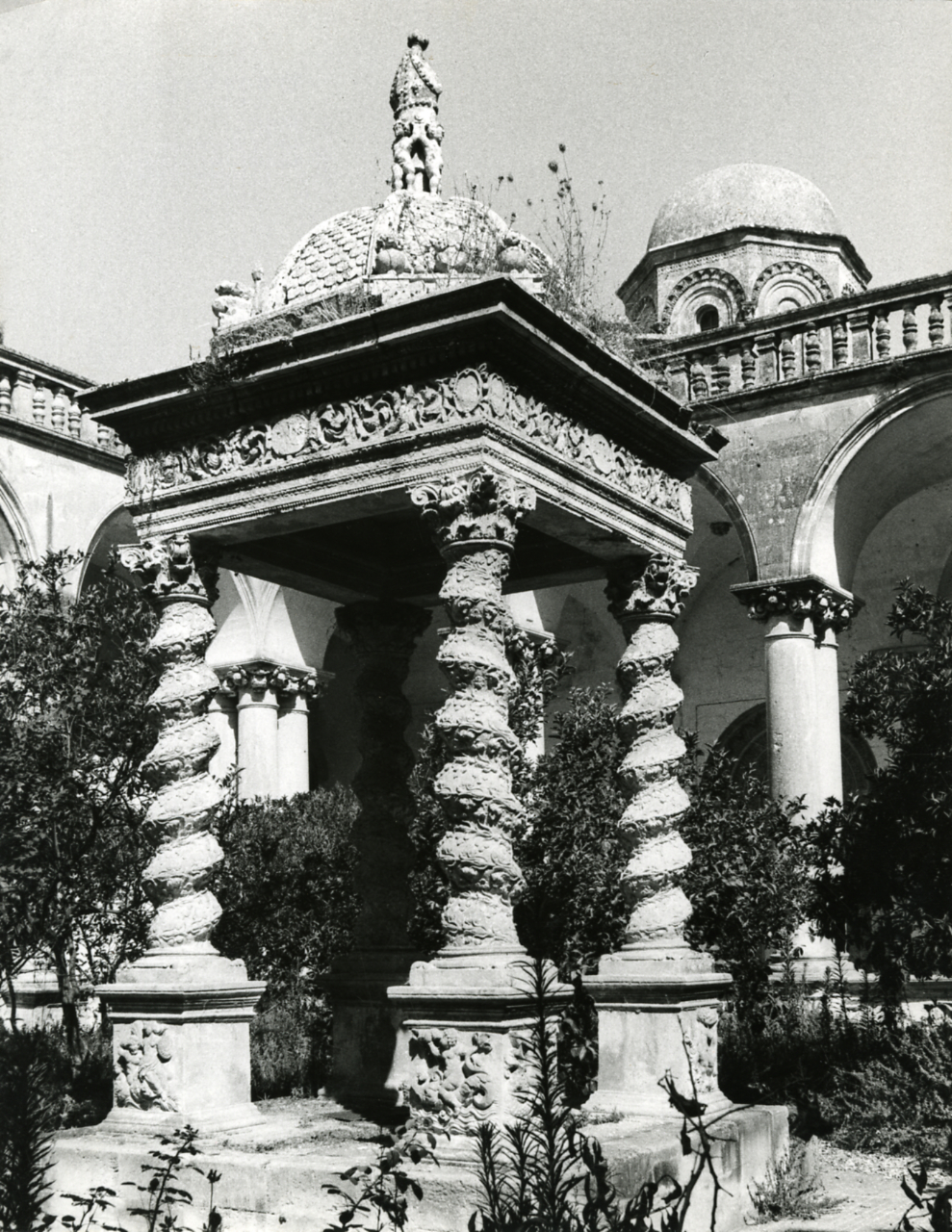
Il chiostro degli Olivetani in una foto di Paolo Monti del 1970

Il monastero, situato nei pressi del cimitero comunale, accanto alla chiesa dei Santi Niccolò e Cataldo, fu edificato con molta probabilità tra il 1171 e il 1174 per l'Ordine dei Benedettini neri.
I benedettini di Monte Oliveto, giunti a Lecce nel 1494, presero possesso del monastero e praticarono una sostanziale trasformazione alla struttura. Nel 1559 venne realizzato il nuovo chiostro a colonne binate, il quale fu impreziosito dall'aggiunta di un pozzo a baldacchino retto da colonne tortili corinzie. Questo lavoro fu affidato a Gabriele Riccardi.
Altri lavori furono effettuati nel Settecento. Nel 1733 venne edificato il grande scalone e il prospetto esterno.
L'Ottocento fu il secolo della soppressione di molti ordini religiosi dediti alla vita contemplativa. Il monastero venne quindi acquisito dal Comune di Lecce che lo utilizzò come sede di uffici pubblici e successivamente come ospizio per i mendicanti.
Nel 1985 l'edificio venne affidato all'Università di Lecce, la quale lo restaurò e ne fece un centro culturale.
Di particolare rilevanza sono le tracce di affreschi che raffigurano episodi di vita monastica.